# Vozera Beloje
Belaje Vozera  (vitryska: Белае возера) är en sjö i Belarus. Den ligger i voblasten Hrodna voblast, i den västra delen av landet, 220 km väster om huvudstaden Minsk. Belaje Vozera ligger 113 meter över havet. Arean är 3,7 kvadratkilometer. Den sträcker sig 7,7 kilometer i nord-sydlig riktning, och 1,7 kilometer i öst-västlig riktning.
I omgivningarna runt Belaje Vozera växer i huvudsak blandskog. Runt Belaje Vozera är det ganska tätbefolkat, med 139 invånare per kvadratkilometer.